# EIDAS
 (novembre 2024).

electronic Identification, Authentication and Trust Services (eIDAS ; litt. « Services électroniques d'identification, d'authentification et de confiance ») est un règlement de l'Union européenne sur l'identification électronique et les services de confiance pour les transactions électroniques au sein de l'Union européenne.

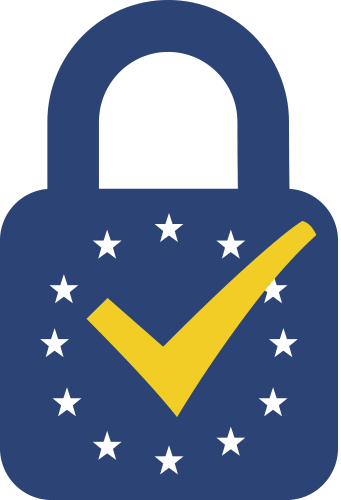
Marquage qualifiant eIDAS

C'est un ensemble de normes pour l'identification électronique et les services de confiance pour les transactions électroniques dans l'Union européenne. Il a été établi dans le règlement de l'UE no 910/2014 du 23 juillet 2014 sur l'identification électronique et abroge la directive 1999/93/CE,.

## Description
eIDAS supervise l'identification électronique et les services de confiance pour les transactions électroniques au sein de l'Union européenne. Il régule la signature électronique, les transactions électroniques, pour fournir un moyen sûr aux transactions en ligne comme le transfert électronique de fonds ou les transactions avec les services publics. À la fois, le signataire et le destinataire ont accès à un niveau supérieur de confort et de sécurité. Au lieu de s'appuyer sur des méthodes traditionnelles, telles que le courrier, la télécopie (fax), ou de délivrer en personne des documents sur papier, ils peuvent désormais effectuer des transactions à distance – y compris à travers les frontières internationales.

## Projet d'introduction de portes dérobées en 2023 (Art.45)
Cette section ne s'appuie pas, ou pas assez, sur des sources secondaires ou tertiaires indépendantes du sujet. Le texte peut contenir des analyses inexactes ou inédites de sources primaires.
Pour l'améliorer, ajoutez-en, ou placez des modèles {{Source secondaire souhaitée}} ou {{Source secondaire nécessaire}} sur les passages mal sourcés. (novembre 2024)
En 2021, un amendement à l'eIDAS est proposé, prévoyant d'autoriser n'importe quel gouvernement de l'Union européenne de mener des opérations de surveillance de toute communication Internet, même chiffrée,. Le projet élaboré en trilogue à huis clos entre des négociateurs du Parlement, de la Commission et du Conseil européen[réf. nécessaire] utilise le même mécanisme que l'⁣⁣interposition⁣, comme celle de la tentative de surveillance de masse au Kazakhstan de 2019.
Le projet imposerait aux éditeurs de logiciels d'introduire une porte dérobée dans leurs navigateurs web afin de les laisser accepter un intrus, abusant ainsi les utilisateurs dans la confiance qu'ils accordent à l'actuelle notification de confiance dans le site web visité généralement manifestée par une icône de cadenas, alors qu'ils seraient réellement en relation avec un serveur miroir supervisé par le gouvernement. Celui-ci pourrait alors lire et modifier les messages avant de les transférer aux destinataires légitimes.
En cas d'adoption, les gouvernements de l'Union européenne seraient en mesure d'intercepter les communications des logiciels implémentant cette porte dérobée, permettant une lecture ou modification de ces communications sans que l'utilisateur final n'en ait connaissance,. Ceci est particulièrement inquiétant pour les pays dont l'État de droit est défaillant, dans lesquels l'état et ses supplétifs pourraient ainsi utiliser la loi pour espionner leurs propres citoyens à des fins de répression politique et d'intérêt personnel. Un danger supplémentaire est permis de la part d'acteurs privés sous contrat d'état qui accéderaient ainsi à la puissance de la surveillance de masse pour tout mésusage au gré de leurs propres desseins,.
Techniquement, c'est l'article 45 du projet qui pose un problème, en imposant aux éditeurs d'intégrer de nouveaux tiers de confiance (CA - autorités de certification) et en leur interdisant de les enlever à l'occasion d'une mise à jour comme c'est actuellement le cas lorsque la communauté de supervision, le CA/Browser Forum reconnait, détecte et statue sur la défaillance d'une CA à respecter sa charte de fonctionnement dans la génération de nouveaux certificats (ainsi donc qu'aux utilisateurs de retirer manuellement leur confiance à ces CA) comme ce fut le cas pour l'Agence nationale de la sécurité des systèmes d'information (ANSSI) en 2013, entre autres. En cas de refus d'obtempérer, les navigateurs concernés seraient bannis de diffusion dans l'Union européenne.
Dans une lettre ouverte adressée aux membres du Parlement et aux États membres du conseil, un grand nombre de scientifiques et ONG, en leur nom propre ou celui d'entité qui participent activement à la construction de l'Internet et à sa sécurisation depuis plus de 30 ans pour certains d'entre eux, mettent en garde contre les dangers induits par cet article 45 de déstabiliser le fonctionnement actuel éprouvé (bien que fragile) et de saper la confiance des utilisateurs.